# Troussencourt
Troussencourt é uma comuna francesa na região administrativa de Altos da França, no departamento de Oise. Estende-se por uma área de 5,33 km². Em 2010 a comuna tinha 332 habitantes (densidade: 62,3 hab./km²).